# 永潮宫
永潮宫，俗称四堡宫，位于中国福建省泉州市鲤城区海滨街道水门社区四堡街58号，是泉州古城内现存的40多座铺境庙之一。横匾“慈济威灵”为明宰相张瑞图所书。永潮宫在2006年重建。2001年5月，永潮宫公布为第五批泉州市文物保护单位。